# 宣義皇后
宣義皇后何氏（？—？），名字已佚。遼德宗耶律大石祖母，丈夫為遼嗣元帝。
宣義皇后事跡不詳，只知她為遼太祖耶律阿保機之六代孫遼嗣元帝之妻。她的儿子名字不详，孙子是耶律大石。耶律大石建立西遼後，在延慶元年（1124年）追上諡號為宣義皇后。